# Liste von Persönlichkeiten der Stadt Fürth
Diese Liste enthält in Fürth geborene Persönlichkeiten sowie solche, die in Fürth ihren Wirkungskreis hatten, ohne dort geboren zu sein. Beide Abschnitte sind jeweils chronologisch nach dem Geburtsjahr sortiert. Die Liste erhebt keinen Anspruch auf Vollständigkeit.

## In Fürth geborene Persönlichkeiten

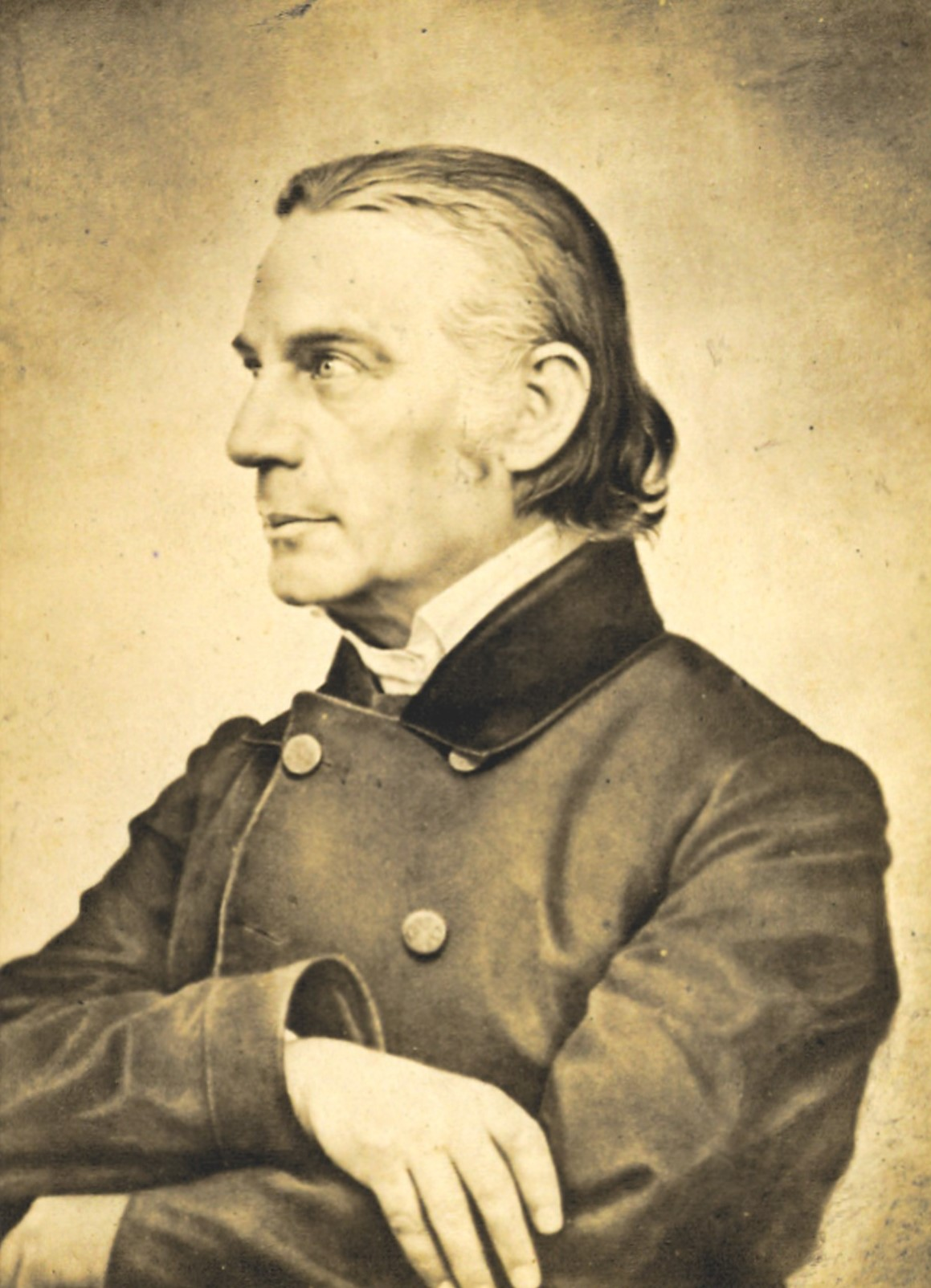
Wilhelm Löhe

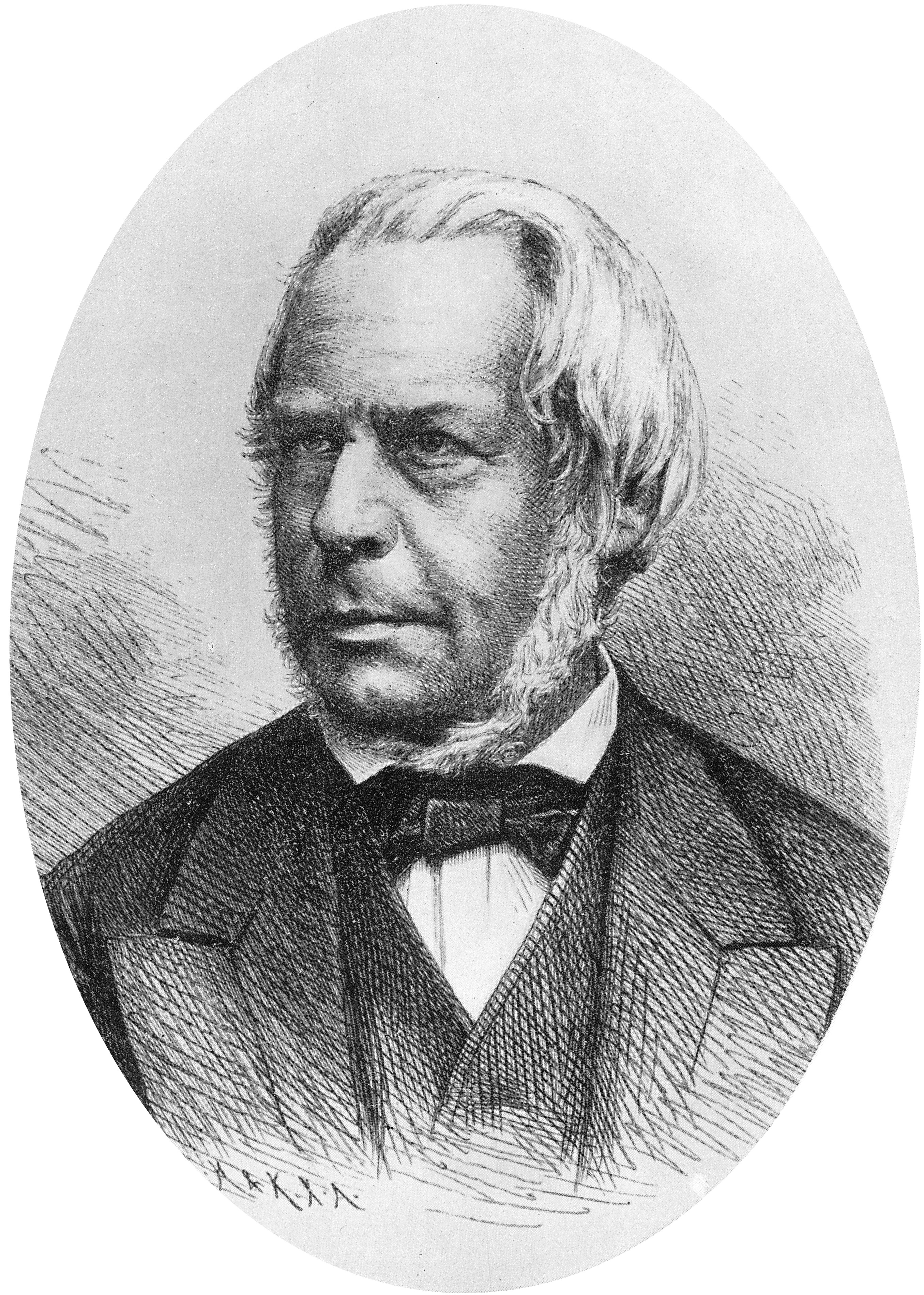
Jakob Henle

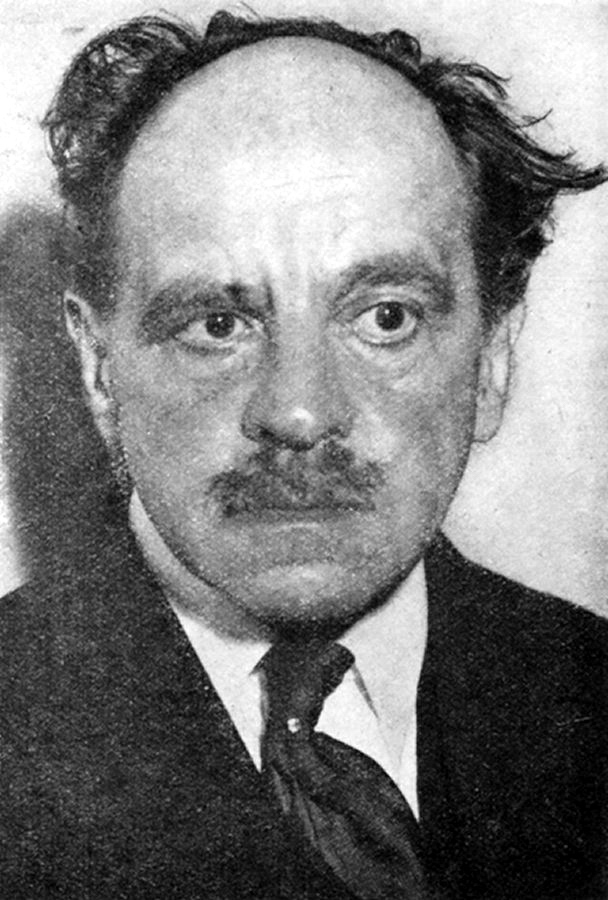
Jakob Wassermann

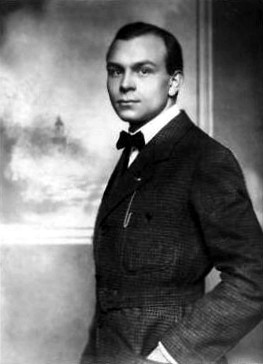
Paul Hartmann

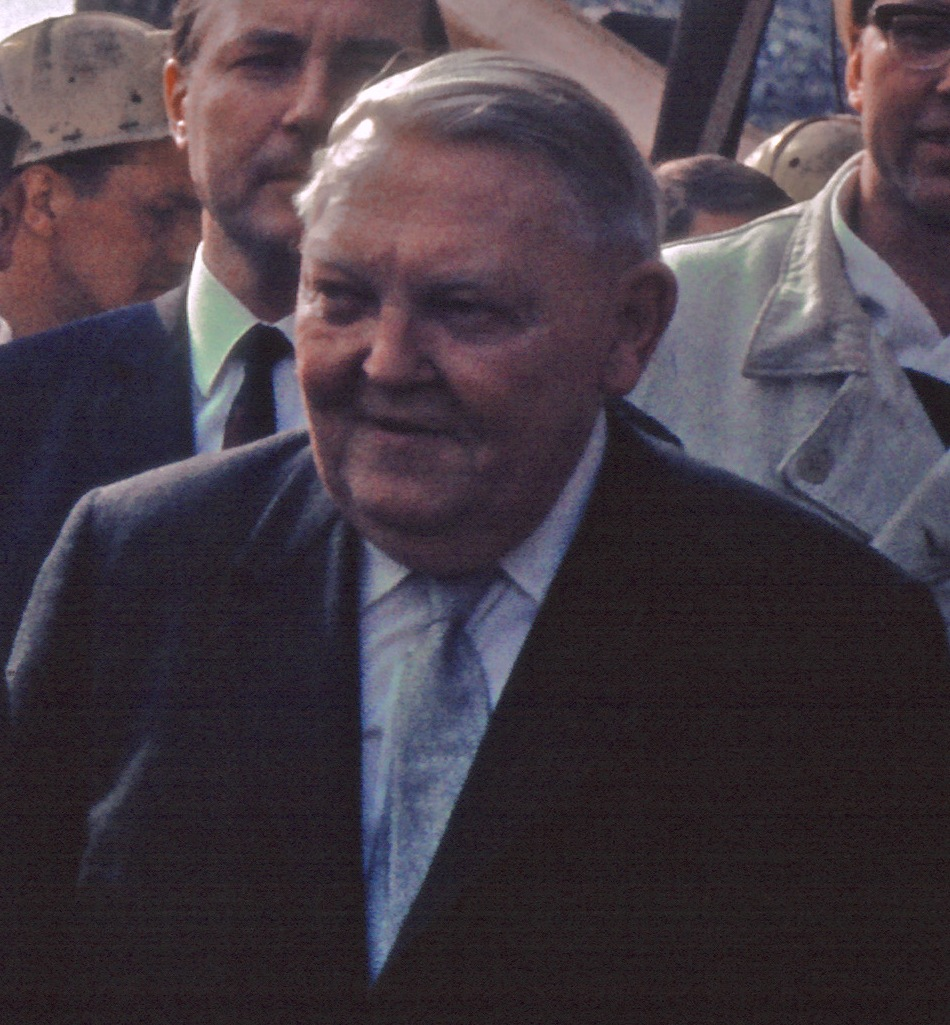
Ludwig Erhard

Dr. Karl Schlumprecht

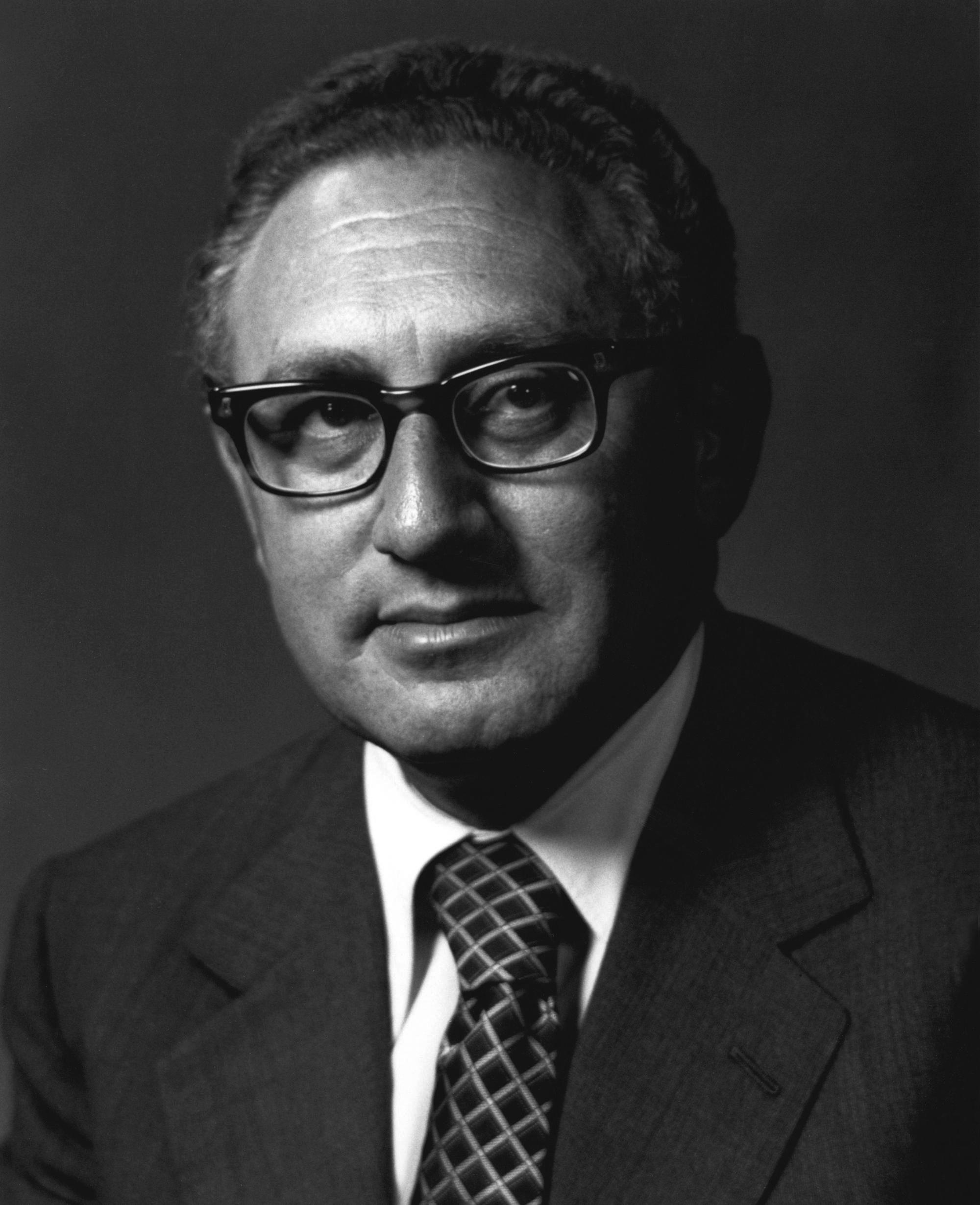
Henry Kissinger

Ruth Weiss

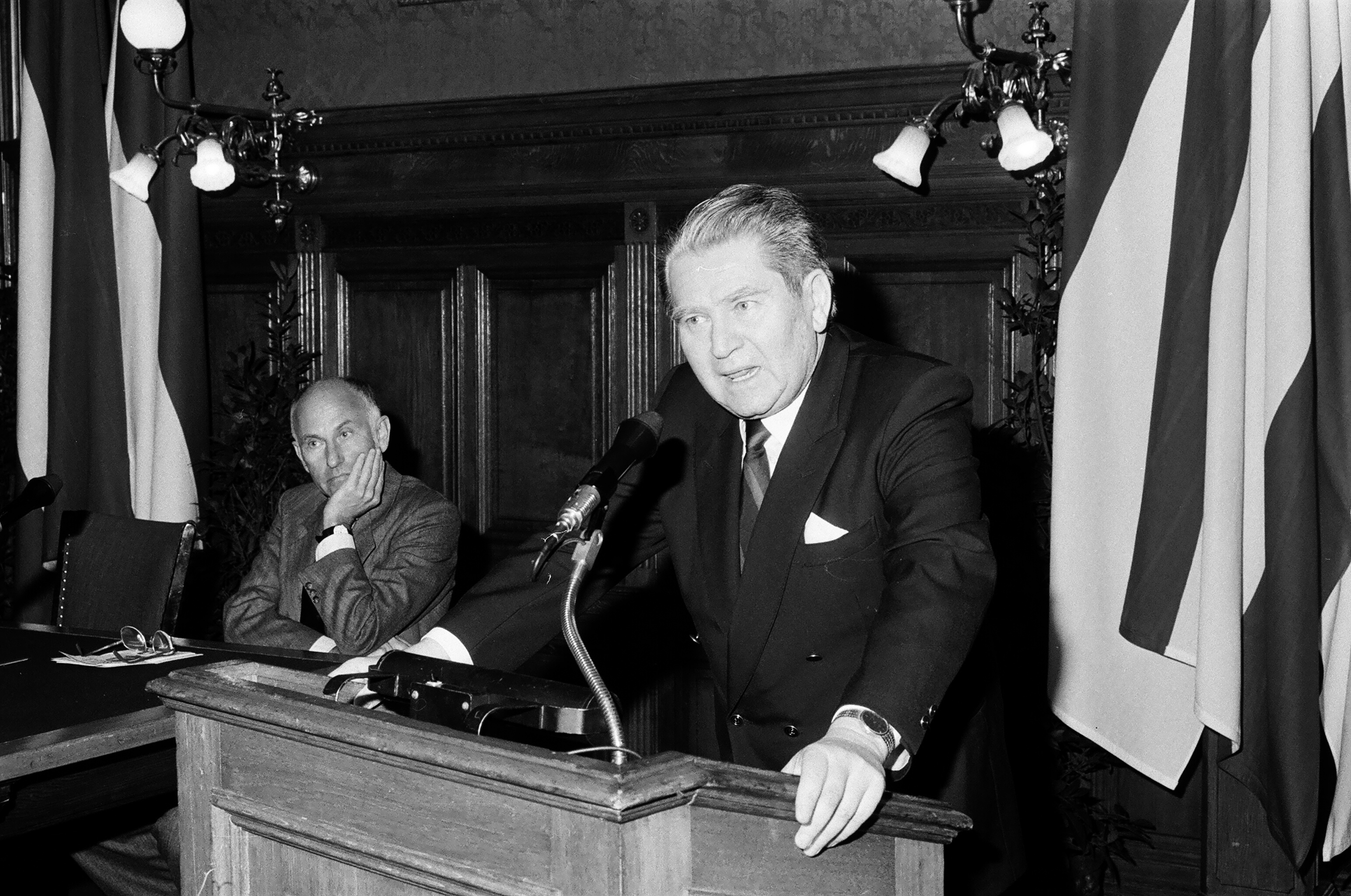
Andreas Rett

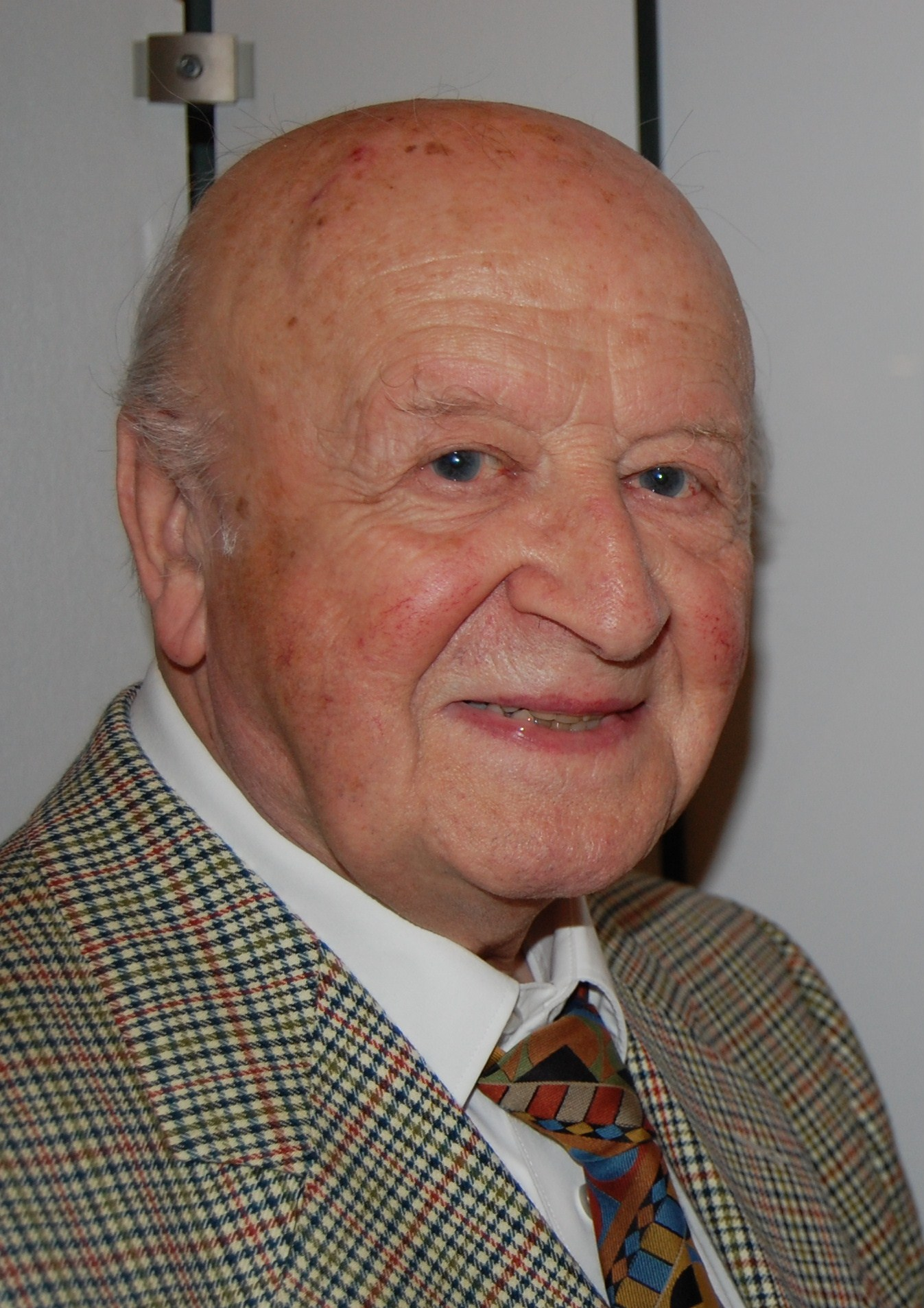
Emil Waldmann

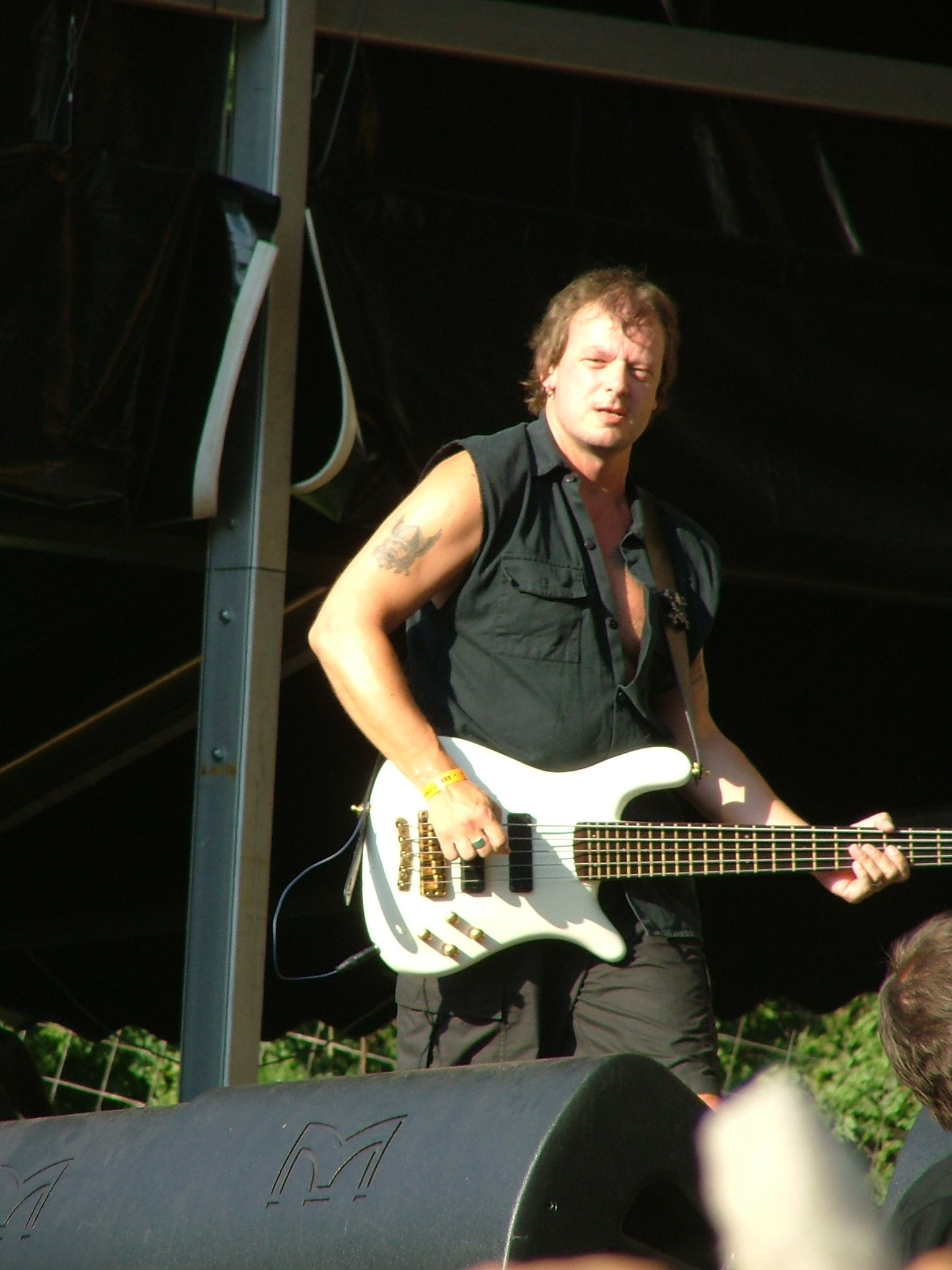
Jens Becker

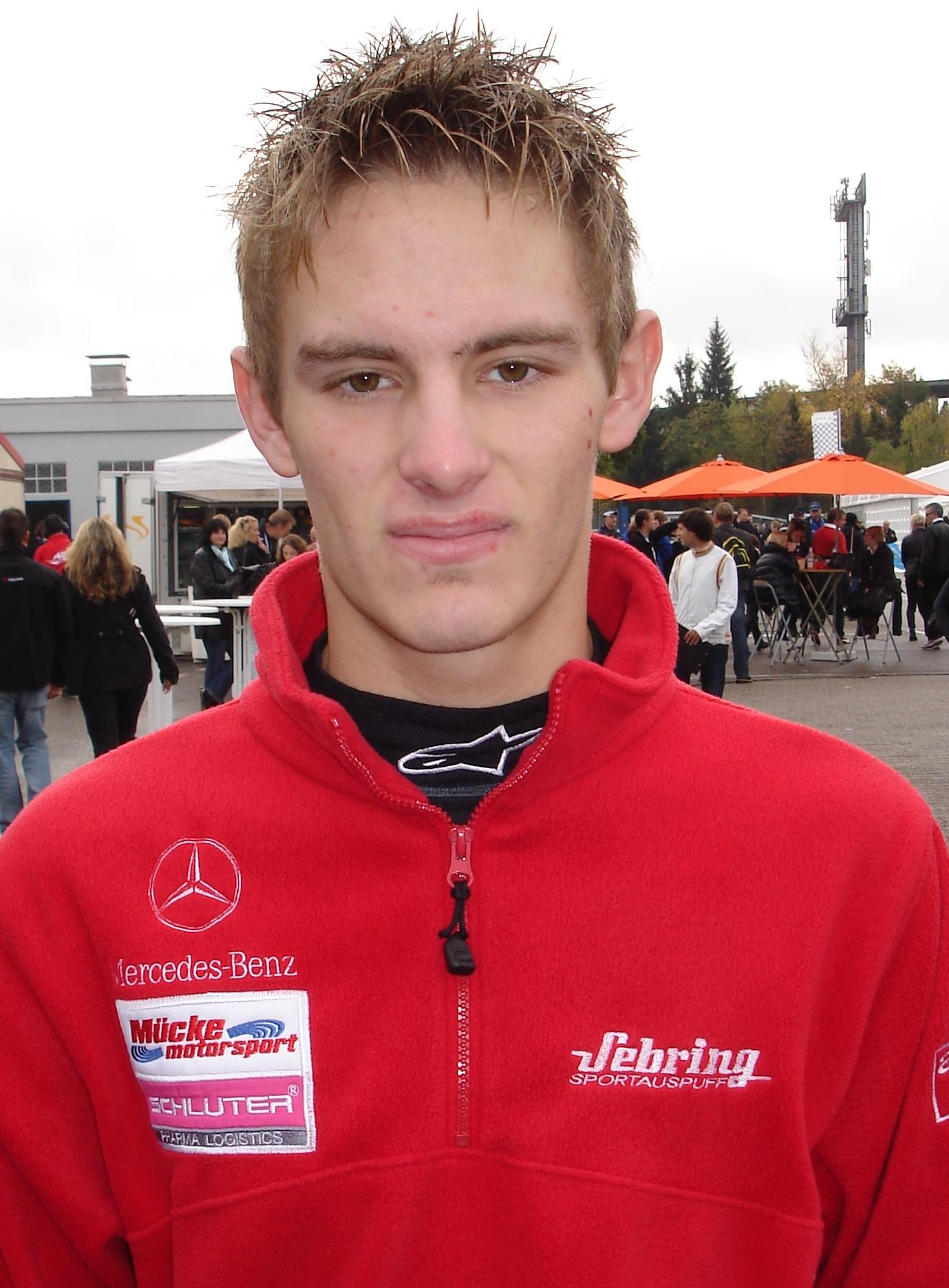
Marco Wittmann

### Bis 1850
- Johann Heinrich Arnold (1697–1770), Baumeister in Baden
- Christoph Melchior Roth (1720–1798), Kupferstecher, Kunsthändler und Verleger
- Georg Moritz Lowitz (1722–1774), Astronom und Geograph
- Noah-Haium-Hirsch Berlin (1734–1802), Rabbiner und Autor
- Löb Berlin (1737–1814), Rabbiner
- Elkan Henle (1761–1833), Kaufmann
- Wolf Hamburg (1770–1850), Rabbiner
- Joseph Schnaittach (1774–1861), württembergischer Kabbalist und Rabbiner
- Philipp Herrlein (1794–1850), Steinzeichner und Lithograph
- Conrad Gebhardt (1791–1864), Mitglied der Frankfurter Nationalversammlung
- Joseph Otto Entres (1804–1870), Bildhauer
- Johann Jacob Mezler (1804–1839), Maler und Zeichenlehrer in München
- Wolfgang Mack (1808–1883), Chirurg, Geburtshelfer und Stifter
- Wilhelm Löhe (1808–1872), evangelisch-lutherischer Theologe
- Jakob Henle (1809–1885), Anatom, Pathologe und Arzt
- Wilhelm Königswarter (1809–1887), Stifter und Fürther Ehrenbürger
- Peter Conrad Schreiber (1816–1894), Landschaftsmaler
- Wilhelm Ihne (1821–1902), Altphilologe und Historiker
- Gabriel Löwenstein (1825–1911), Politiker
- Leopold Ullstein (1826–1899), Verleger
- Heinrich Berolzheimer (1836–1906), Unternehmer
- Johann Christian Hirt (1836–1897), Bildhauer
- Heinrich Kraußold (1836–1914), Justizrat, Mitglied der Bayerischen Abgeordnetenkammer
- Ernst Aub (1837–1900), Politiker
- Emilie Lehmus (1841–1932), Medizinstudentin und Ärztin
- Eduard Ley (1841–1925), Unternehmer
- Kaufmann Kohler (1843–1926), Rabbiner
- Veit Solbrig (1843–1915), Arzt und Fachautor
- Otto Mayer (1846–1924), Jurist, Verwaltungsrechtswissenschaftler und Kirchenrechtler
- Georg von Schuh (1846–1918), Lehrer und Jurist
- Georg Schildknecht (1850–1939), Genre- und Porträtmaler

### 1851 bis 1900
- Hugo Barbeck (1851–1907), Buchhändler und Mitglied des Deutschen Reichstags
- Martin Segitz (1853–1927), Gewerkschaftsführer und Politiker
- Max Bernstein (1854–1925), Kunst- und Theaterkritiker
- Marie Ille-Beeg (1855–1927), Schriftstellerin und Illustratorin
- Ferdinand Ritter von Miltner (1856–1920), Jurist und Politiker
- Hermann Weigmann (1856–1950), Bakteriologe und Milchwissenschaftler
- Julius Bauschinger (1860–1934), Astronom
- Hans Humbser (1860–1926), Bierbrauereibesitzer und Brau-Funktionär
- Justus Ichenhaeuser (1860–1936), Nationalökonom und Publizist
- Fritz Walter (1860–1912), Architekt
- Hermann Beeg (1861–1932), Generalleutnant der Bayerischen Armee im Ersten Weltkrieg
- Georg Kuch (1862–1928), Architekt
- August Sperl (1862–1926), Archivar, Historiker und Schriftsteller
- Gustav Ortenau (1864–1950), Arzt
- Johannes Götz (1865–1934), Bildhauer
- Alfred Nathan (1870–1922), Rechtsanwalt und Philanthrop
- Julius Mössel (1871–1957), Dekorations- und Kunstmaler
- Friedrich Kitzinger (1872–1943), deutscher Hochschullehrer für Strafrecht
- Benno Strauß (1873–1944), Metallurge und Physiker
- Jakob Wassermann (1873–1934), Schriftsteller
- Fritz Ullmann (1875–1939), Chemiker
- Albert Uffenheimer (1876–1941), Arzt
- Siegfried Schopflocher (1877–1953), deutsch-kanadischer Bahai
- Julius Graumann (1878–1944), Maler und Grafiker
- Bernhard Kellermann (1879–1951), Schriftsteller
- Theodor Bergmann (1880–1934), Unternehmer und Kriegssammler im Ersten Weltkrieg
- Friedrich Zucker (1881–1973), Klassischer Philologe und Papyrologe
- Josef Merkle (1882–1952), Ringer
- Benno Berneis (1883–1916), Maler
- Dora Friese, geborene Sewald (1883–1965), Dompteuse
- Hermann Boehm (1884–1962), Eugeniker, Arzt, Professor für „Rassenhygiene“ und SA-Sanitäts-Gruppenführer in der Zeit des Nationalsozialismus
- Siegfried Walter Loewe (1884–1963), Pharmakologe, Endokrinologe und klinischer Chemiker
- Alfred Heilbronn (1885–1961), deutsch-türkischer Botaniker und Hochschullehrer
- Heinrich Hoffmann (1885–1957), Fotograf (Fotograf Hitlers)
- Max Bergmann (1886–1944), deutsch-US-amerikanischer Biochemiker
- Lily Hildebrandt (1887–1974), Malerin, Grafikerin, Kunsthandwerkerin und Glasmalerin
- Arthur Rosenthal (1887–1959), Mathematiker
- Heinrich Sperber (1887–1971), Studienprofessor, Bürgermeister in Neustadt an der Aisch und Landrat im Landkreis Neustadt an der Aisch-Bad Windsheim
- Leonhard Volkert (1887–1964), Landrat im Landkreis Lauf an der Pegnitz
- Otto Herzog (1888–1964), Extremkletterer und Bergsteiger
- Hans Wießmann (1888–1935), Agrikulturchemiker und Bodenkundler
- Christian Arnold (1889–1960), Maler
- Paul Hartmann (1889–1977), Schauspieler
- Hanns Breitenbach (1890–1945), Bildhauer
- Anton Hardörfer (1890–1971), Chorleiter und Musikpädagoge
- Otto Seeling (1891–1955), Industrieller und Verbandspolitiker
- Albert Rosenfelder (1892–1933/1934?), Rechtsanwalt
- August Schmidt (1892–1972), Offizier, zuletzt Generalleutnant im Zweiten Weltkrieg
- Paul Tauber (1892–1943), Politiker (KPD), Abgeordneter des Bayerischen Landtages
- Karl Willnecker (1892–?), Fußballspieler und -trainer
- Robert Frank-Krauss (auch Frank-Krauß; 1893–1950), Maler
- Hans Schmidt (1893–1971), Fußballspieler und -trainer
- Georg Wellhöfer (1893–1968), Fußballspieler
- Georg Wunderlich (1893–1963), Fußballspieler und -trainer
- Hans Hagen (1894–1957), Fußballspieler und -trainer
- Friedrich Krauss (1894–nach 1941), Stabsführer der SA-Gruppe Berlin
- Fritz Gastreich (1895–1979), Chirurg in Fürth
- Rudolph Arbesmann (1895–1982), US-amerikanischer Klassischer Philologe
- Eugen Gürster (1895–1980), Dramaturg, Literaturwissenschaftler, Schriftsteller und Diplomat
- Gustav Schickedanz (1895–1977), Fabrikant und Unternehmer
- Hermann Glockner (1896–1979), Philosoph und Professor
- Ludwig Erhard (1897–1977), Politiker und 2. Bundeskanzler der Bundesrepublik Deutschland
- Leo Fiederer (1897–1946), Fußballspieler
- Andreas Franz (1897–1970), Fußballspieler
- Richard Krautheimer (1897–1994), deutsch-amerikanischer Kunsthistoriker
- Leonhard Wolf (1897–1983), Vorstandsvorsitzender der Bayernwerk AG
- Johann Segitz (1898–1963), Politiker
- Hans Pflug-Franken (1899–1977), Journalist und Schriftsteller
- Elisabeth Bertha „Els“ Schröder (1899–1996), Turnerin, Dozentin für Sport
- Mary S. Rosenberg (1900–1992), US-amerikanische Publizistin und Verlegerin
- Jakob Schönberg (1900–1956), deutscher Komponist und Musikwissenschaftler

### 1901 bis 1920
- Hans Oppenheimer (1901–1945), Soziologe und Bankier
- Karl Schlumprecht (1901–1970), NS-Funktionär und Oberbürgermeister von Bayreuth
- Willy Ascherl (1902–1929), Fußballspieler
- Albert Forster (1902–1952), Gauleiter der NSDAP und Reichsstatthalter in Danzig
- Hans Merkel (1902–1993), Jurist
- Hans Schiller (1902–1991), Gartentechniker, Gartenarchitekt und Stadtgartendirektor
- Fritz Bräun (1903–1982), Ringer
- Hans Krauß (1903–1981), Fußballspieler und -trainer
- Willy Fischer (1904–1951), Politiker (SPD), MdB
- Konrad Krauß (1904–1978), Fußballspieler
- Johann Wabel (1904–?), Politiker (NSDAP)
- Walter Frank (1905–1945), Historiker
- Hans Kleinschmidt (1905–1999), Kinderarzt
- Karl Dörrfuß (1906–1984), Maler und Bildhauer
- Heinz Hohner (1907–1967), Politiker
- Leonhard Weiß (1907–1981), Fußballnationalspieler
- Georg Wurzer (1907–1982), 1947–1960 Fußballtrainer beim VfB Stuttgart
- Wilhelm Lettenbauer (1907–1984), Slawist
- Georg Frank (1907–1944), Fußballspieler
- Rudolf Feistmann (1908–1950), Journalist
- Edmund Tipp (1909–1975), Jurist
- Willi Vogel (1910–1989), Politiker und Verlagsleiter
- Leonhard Birkofer (1911–2015), Chemiker
- Jean Mandel (1911–1974), Gründer des Landesverbandes der Israelitischen Kultusgemeinden in Bayern
- Bernhard Walter (1911–1979), SS-Hauptscharführer
- Hans Weibrecht (1911–1945), SS-Führer
- Grete Schickedanz (1911–1994), Unternehmerin
- Senta Josephthal (1912–2007), israelische Politikerin
- Alfred Schwarzmann (1912–2000), Kunstturner
- Gottfried Schwarz (1913–1944), SS-Untersturmführer
- Ernst Bauer (1914–1988), Marineoffizier
- Karl Rothammel (1914–1987), Sachbuchautor und Funkamateur
- Alfred Zwiebel (1914–2005), deutsch-amerikanischer Kunstmaler
- Heinrich Berlin (1915–1988), Historiker, Anthropologe und Archäologe
- Ludwig Schweickert (1915–1943), Ringer
- Karl Bengl (1918–2009), deutscher Verwaltungsjurist und Amtschef im Bayerischen Staatsministerium der Justiz
- Alfred Hoffmann (1918–1995), Fußballspieler
- Ludwig Janda (1919–1981), Fußballspieler und -trainer
- Rudolf Kreitlein (1919–2012), Fußballschiedsrichter
- Otto Heinrich Treumann (1919–2001), deutsch-niederländischer Grafiker
- Hans Fiederer (1920–1980), Fußballspieler und Sportjournalist
- Kurt Scherzer (1920–2006), Politiker
- Ernst Sieber (1920–2012), Fußballspieler

### 1921 bis 1940
- Corona (Irmgard) Bamberg (1921–2018), Benediktinerin und Autorin
- Waldemar Beck (1921–2014), Ruderer
- Karl Lennert (1921–2012), Pathologe
- Marianne Regensburger (1921–2002), Journalistin und Publizistin
- Liselotte Bühler (1922–2003), Politikerin
- Hans Eisen (1922–2002), General
- Ralph Hirschmann (1922–2009), US-amerikanischer Chemiker
- Hubert Rumpel (1922–2010), Historiker
- Henry Kissinger (1923–2023), US-amerikanischer Politikwissenschaftler und Politiker
- Roberto Schopflocher (1923–2016), Schriftsteller
- Ruth Weiss (* 1924), Schriftstellerin
- Andreas Rett (1924–1997), österreichischer Neuropädiater und Autor
- Heinz Burghart (1925–2009), Journalist und Buchautor
- Edith Heilbronn-Wikström (1925–1999), deutsch-schwedische Chemikerin, Hochschullehrerin
- Helmut Herbolsheimer (1925–1996), Fußballspieler
- Edgar Rosenberg (1925–2015), US-amerikanischer Literaturwissenschaftler
- Emil Waldmann (1925–2012), Maler und Grafiker
- Max Appis (1926–2003), Fußballspieler
- Richard Gottinger (1926–2008), Fußballspieler
- Eric Schopler (1927–2006), Psychologe
- Erich Walter (1927–1983), Tänzer, Choreograf und Ballettdirektor
- Karl Mai (1928–1993), Fußballspieler und -trainer
- Ernst A. Bettag (1929–2003), Spielzeugfabrikant und Erfinder des Bobbycar
- Konrad Carl (* 1930), Gewerkschafter
- Herbert Erhardt (1930–2010), Fußballspieler
- Werner Heider (* 1930), Komponist, Pianist und Dirigent
- Robert Ehrlinger (1931–2008), Fußballspieler
- Herb Pilhofer (* 1931), amerikanischer Jazzmusiker und Tontechniker
- Wilhelm Manfred Raumberger (1931–2003), Bildhauer, Bronzegießer und Maler
- Hans Ebersberger (1932–2010), Fußballfunktionär
- Karl Ringel (1932–2024), Fußballspieler
- Hannelore Glaser-Franke (* 1933), Skirennläuferin
- Gerhard Fink (1934–2013), Altphilologe und Fachdidaktiker
- Richard Klein (1934–2006), Althistoriker
- Eberhard Kreutzer (* 1937), Anglist
- Leo Schuster (* 1937), Wirtschaftswissenschaftler
- Karin Lorenz-Lindemann (* 1938), Literaturwissenschaftlerin und freie Autorin
- Werner Schneider (* 1938), Fußballspieler
- Albrecht Böhm (1939–2022), Physiker und Hochschullehrer
- Siegfried Kett (* 1939), Pädagoge und Kulturpolitiker
- Gerhard Köbler (* 1939), Rechtswissenschaftler
- Rolf Saalfrank (* 1940), Professor für organische Chemie

### 1941 bis 1960
- Günther Deschner (1941–2023), Historiker, Publizist und Dokumentarfilme
- Helmut Fürther (* 1941), Fußballspieler
- Joachim Hagenauer (* 1941), Ingenieur für Nachrichtentechnik und Hochschullehrer
- Günter Heischmann (1943–2022), Bibliothekar
- Wolfgang Wildgen (1944–2024), Sprachwissenschaftler
- Peter Bümlein (1945–2010), Politiker (SPD)
- Klaus Eichner (1945–2012), Soziologe
- Natascha Wodin (* 1945), Schriftstellerin und Übersetzerin
- Jürgen Dressel (1946–2014), Maler
- Winfried Krauß (1946–2004), Politiker (NPD)
- Herbert Mederer (* 1946), Fabrikant
- Herbert Renner (* 1946), Fußballspieler
- Joachim Sartorius (* 1946), Jurist, Diplomat, Theaterintendant, Lyriker und Übersetzer
- Dieter E. Appelt (1947–2016), Politiker (SPD)
- Helmut Giegler (1947–2017), Soziologe
- Volkmar Greiselmayer (1947–2008), Kunsthistoriker
- Friedrich Ach (* 1948), Autor
- Klaus S. Freyberger (* 1948), Klassischer Archäologe
- Karl-Heinz Kohl (* 1948), Ethnologe
- Silvan Koopmann (* 1948), Posaunist
- Mordechai Kremnitzer (* 1948), israelischer Jurist und Professor
- Folker Reichert (* 1949), Historiker
- Gerd Scherm (* 1950), Schriftsteller und bildender Künstler
- Hermann Schoenauer (* 1950), Rektor und Vorstandsvorsitzender der Diakonie Neuendettelsau
- Manfred Drexler (1951–2017), Fußballspieler
- Willi Oberlander (* 1952), Sozialwissenschaftler, Unternehmensberater und Fachautor
- Ingo Patschke (* 1952), Arzt und Sanitätsoffizier
- Irene Stahl (1952–2000), Bibliothekarin und Handschriftenbearbeiterin
- Doris Wolters (* 1952), Schauspielerin und Hörspielsprecherin
- Dieter End (* 1953), Fotograf
- Bernhard Prinz (* 1953), bildender Künstler
- Dieter Lieberwirth (* 1954), Fußballspieler
- Holmer Becker (* 1955), Komponist
- Rainer Erdel (* 1955), Politiker
- Evi Kurz (* 1955), Fernsehjournalistin, Moderatorin und Filmproduzentin
- Martin Bärenz (* 1956), Cellist, Kontrabassist, Komponist und Arrangeur
- Alexander Trunk (* 1957), Rechtswissenschaftler
- Stefan Bringezu (* 1958), Umweltwissenschaftler und Sprecher des Center for Environmental Systems Research der Universität Kassel
- Thomas Iftner (* 1958), Virologe
- Peter Sebastian (* 1958), Sänger, Texter, Produzent und Rundfunkmoderator
- Wolfgang Hirschmann (* 1960), Musikwissenschaftler, Präsident der Georg-Friedrich-Händel-Gesellschaft
- Dieter Hofmann (* 1960), Systemdesigner, Produktdesigner und Rektor der Kunsthochschule Halle-Giebichenstein
- Alexander Kähler (* 1960), Redakteur und Fernsehmoderator
- Alexander Mayer (* 1960), Historiker, Publizist, Fotograf und Musiker
- Michael Plattig (* 1960), römisch-katholischer Theologe
- Ulrich Schmitzer (* 1960), Altphilologe

### Ab 1961
- Thomas Jung (* 1961), Oberbürgermeister von Fürth
- Thomas Beyer (* 1963), Jurist und Politiker
- Dietmar Beiersdorfer (* 1963), Fußballspieler und Sportdirektor
- Elke Goez (* 1963), Historikerin
- Klaus Stiegler (* 1963), Regionalbischof in Regensburg
- Bernd Heusinger (* 1964), Journalist und Werber
- Andreas Georg Scherer (* 1964), Professor für Betriebswirtschaftslehre an der Universität Zürich
- Jens Becker (* 1965), Bassist
- Mark Lorenz (* 1965), Schlagersänger
- Waldemar Reinfelder (* 1965), Jurist, Vorsitzender Richter am Bundesarbeitsgericht
- Alexander Sollfrank (* 1966), Generalmajor des Heeres der Bundeswehr
- Willi Wild, eigentlich Andreas Martin Wild (* 1966), Journalist und Autor
- Rainer Müller-Hörner (* 1967), Triathlet
- Martin Rassau (* 1967), Schauspieler und Komödiant
- Thilo Wolf (* 1967), Jazzmusiker, Pianist, Komponist und Arrangeur
- Volker Heißmann (* 1969), Komödiant, Schauspieler, Sänger und Theaterdirektor
- Ingrid Kasper (* 1974), Chordirigentin, Organistin und Kantorin
- Matthias Dießl (* 1975), Politiker
- Jörg Jaksche (* 1976), Radrennfahrer
- Jo Schück (* 1980), Journalist und Fernsehmoderator
- Lisa Kestel (* 1986), Radio- und Fernsehmoderatorin
- Steffen Weinhold (* 1986), Handballspieler
- Daniel Adlung (* 1987), Fußballspieler
- Alexander Eberlein (* 1988), Fußballspieler
- Stefan Kleineheismann (* 1988), Fußballspieler
- Isabella Soric (* 1988), Schauspielerin und Moderatorin
- Marco Wittmann (* 1989), Autorennfahrer
- Raphael Kandra (* 1990), Squashspieler
- Nicole Hise (* 1992), Synchronsprecherin
- Jonathan Hofmeister (* 1992), Jazzmusiker
- Kelly MissesVlog (* 1993), Webvideoproduzentin und Vloggerin
- Lara Ermer (* 1996), Autorin und Comedienne
- Marcel Schelle (* 1997), Fußballspieler
- Bastian Treuheit (* 1998), Politiker (AfD)

## Persönlichkeiten, die in Fürth gewirkt haben

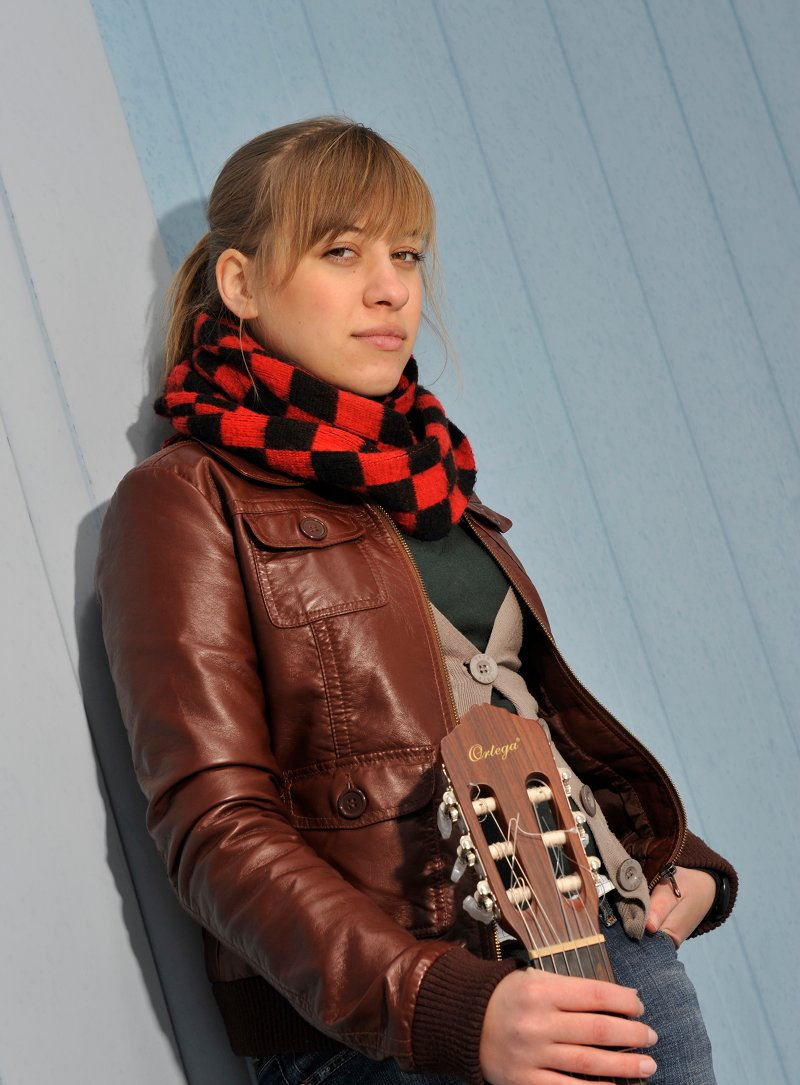
Lena Dobler

- Johann Friedrich Schober (1648–1731), Jurist und Fachschriftsteller, Schober trat als Förderer der Fürther Spiegelindustrie auf
- Johann Joachim Petz (1768–1826), Mediziner, der bereits sehr früh Impfmaßnahmen gegen die Pocken einsetzte
- Michael Ludwig Wellmer (1783–1859), Sachbuchautor und Schriftsteller, leitete bis 1849 das Fürther Stadtkommissariat
- Thomas Völk (1853–1926), Spielwarenfabrikant und Stifter
- Johann Geismann (1859–1910), Besitzer der Brauerei Geismann und Erbauer des Geismannsaals
- Fritz Oerter, eigentlich Friedrich Oerter (1869–1935), Schriftsteller, Anarchist und Betreiber einer Leihbibliothek in Fürth, wo er auch starb
- Hans Böckler (1875–1951), Politiker und Gewerkschaftsaktivist
- Hans Vogel (1881–1945), Politiker und Vorsitzender der SPD
- David Spiro (1901–1970), Mitbegründer der jüdischen Kultusgemeinde Fürth nach dem Zweiten Weltkrieg
- Frieda Fronmüller (1901–1992), Kirchenmusikerin an der Stadtkirche St. Michael 1923–1964, Komponistin
- Max Grundig (1908–1989), Unternehmer
- Kraft-Alexander Prinz zu Hohenlohe-Oehringen (1925–2006), Schauspieler, Regisseur, Intendant des Stadttheaters (1972–1990)
- Walter Mayer (1926–2015), Rundfunkpionier
- Ortwin Michl (* 1942), Maler und Kunstprofessor
- Frank Kleinfeld (* 1942), Chefarzt und Entomologe
- Hans-Peter Miksch (* 1954), Kurator und Autor
- Jutta Czurda (* 1955), Choreografin und Sängerin
- Uwe Strübing (* 1956), Komponist
- Werner Müller (* 1957), Regisseur, Intendant des Stadttheaters (seit 1990)
- Bernhard Purin (1963–2024), Leiter des Jüdischen Museums Franken (1995–2003)
- Thomas Adler (* 1965), Fußballspieler
- Ewald Arenz (* 1965), Schriftsteller
- Sirka Schwartz-Uppendieck (* 1965), Kirchenmusikdirektorin, Organistin, Pianistin
- Christiane Altzweig (* 1971), Künstlerin
- Ronny Philp (* 1989), Fußballspieler
- Edgar Prib (* 1989), Fußballspieler
- Lena Dobler (* 1990), Musikerin